# Operation Linebacker II
Operation Linebacker II, även kallade "Decemberräderna" eller "Julbombningarna" var en serie flygbombningar, som USA genomförde mot Nordvietnam under perioden 18-29 december 1972. Till skillnad från de tidigare mer begränsade operationerna Rolling Thunder och Linebacker, genomfördes Linebacker II som en operation med "maximal insats" för att "förstöra större mål i områdena kring Hanoi och Haiphong... vilket enbart kunde genomföras med bombflygplan av typen B-52." Bombanfallet var det största som USA:s flygvapen genomfört sedan andra världskrigets slutskede. Linebacker II genomfördes som en fortsättning på Operation Linebacker, som skedde mellan maj och oktober samma år.